# Plagiobothrys tenellus
Plagiobothrys tenellus là loài thực vật có hoa trong họ Mồ hôi. Loài này được (C.A.Mey. ex Ledeb.) A.Gray miêu tả khoa học đầu tiên năm 1885.